# Nintendo Land
Nintendo Land ist eine Spielesammlung von Nintendo. Sie erschien weltweit als Starttitel für die Wii U, in Nordamerika und Europa als Pack-In im Premium-Bundle der Konsole. Das Spiel ist eine Art virtueller Freizeitpark mit zwölf Attraktionen. Jede Attraktion basiert auf einem bekannten Nintendo-Franchise und besteht aus einem Minispiel mit mehreren Modi. Einige Attraktionen sind für bis zu fünf Spieler gedacht, andere umfassen nur einen Einspielermodus. Die Attraktionen machen starken Gebrauch des Wii-U-Controllers, genannt GamePad, das einen Touchscreen aufweist. Nintendo Land dient damit hauptsächlich zur Demonstration des Spielkonzeptes „asymmetrisches Gameplay“.
Nintendo Land wurde auf der Spielemesse E3 2012 vorgestellt. Es erschien am 30. November 2012.

## Spielprinzip

### Oberwelt
Das Spiel ist in dem virtuellen Freizeit-Park Nintendo Land angesiedelt, in dem die unterschiedlichen Spiele als Attraktionen verfügbar sind. Begleitet wird der Spieler dabei von dem schwebenden Monitor namens Monita, der diesen durch den Park führt und bei Bedarf die Spielregeln erklärt. Neben einem einfachen Erfolgs-System in Form von Stempeln werden in jedem Spiel Punkte für den Highscore gesammelt. Des Weiteren erhält der Spieler nach jeder Runde Münzen, basierend auf seinen Erfolgen innerhalb des Spiels. Diese können in einem einfachen Minispiel ausgegeben werden, um das Nintendo Land mit Deko-Objekten und kleinen Spielereien, wie zum Beispiel einer Jukebox, zu erweitern. Die Spiele in Nintendo Land sollen den Spieler an die unterschiedlichen Möglichkeiten heranführen, das Wii-U-Gamepad zu verwenden.

### Attraktionen

#### Mehrspieler-Attraktionen
The Legend of Zelda: Battle Quest – The Legend of Zelda: Herausforderung zum Kampf
Das Spiel basiert auf dem Franchise The Legend of Zelda und wurde auf der E³ 2012 enthüllt. Bis zu vier Spieler können die Attraktion spielen, dabei sind bis zu drei Spieler Schwertkämpfer und nutzen die Wii-Fernbedienung, und ein Spieler schießt mit dem GamePad Pfeile auf die Gegner.
Pikmin Adventure – Pikmin-Abenteuer
Während des September-Events 2012 wurde diese an Pikmin angelehnte Attraktion der Öffentlichkeit erstmals gezeigt. Es handelt sich um ein Strategie-Spiel. Ein Spieler mit dem GamePad übernimmt die Rolle von Captain Olimar und steuert die Pikmin, während bis zu vier zusätzliche Spieler unter Verwendung der Wii-Remote einzelne Pikmin spielen, die Gegner eingreifen und Nektar einsammeln können. Es gibt diverse Level, die sich alle vom Aufbau her unterscheiden.
Metroid Blast – Metroid-Schießerei
Das Konzept dieser Metroid-Attraktion geht auf die Demo Battle Mii von 2011 zurück. In seiner finalen Fassung wurde das Spiel im September durch die Berichterstattung von Game Informer gezeigt. Es handelt sich um ein Spiel für bis zu fünf Mitspieler, wobei es einen Abenteuer-Modus und zwei Versus-Modi gibt. Vier Personen steuern mit Wii-Fernbedienung und Nunchuk Figuren im Samus-Kostüm und feuern durch Zielen mit der Fernbedienung. Der fünfte Spieler steuert ein Raumschiff, mit dem er Gegner oder seine Mitspieler abschießen kann. Dafür benutzt er das GamePad. Es gibt zahlreiche verschiedene Gegner mit unterschiedlichen Fähigkeiten.

#### Wettkampf-Attraktionen
Mario Chase – Jagd auf Mario
Ursprünglich 2011 als Chase Mii vorgestellt, wurde die Attraktion im Mario-Gewand umgekleidet und auf der E³ 2012 enthüllt. Vier Personen spielen im Toad-Kostüm und haben die Aufgabe, Mario einzufangen. Dieser hingegen erhält einen Vorsprung gegenüber seinen Wettstreitern und kann sich daher verstecken. Da er auf einer Karte auf dem Gamepad-Bildschirm die Positionen von allen Spielern sehen kann, die Gegenspieler aber nur je ihren Ausschnitt sehen können, kann der Mario-Spieler entsprechend reagieren.
Luigi's Ghost Mansion – Luigis Geistervilla
Das Spiel ähnelt Animal Crossing: Sweet Day. Der GamePad-Spieler spielt hier ein Gespenst und hat die Aufgabe, die vier Gegenspieler von hinten zu erfassen, ohne sich mit der Taschenlampe anleuchten zu lassen. Auf dem Gamepad-Bildschirm hat er den Überblick über die ganze Arena, für die Gegenspieler ist er jedoch unsichtbar und sie bekommen nur in Form von Vibration ein Signal, dass der Einzelspieler in der Nähe ist.  Die Attraktion, die an Luigi’s Mansion angelehnt ist, wurde auf der E³ 2012 vorgestellt und ist die letzte der Versus-Attraktionen.
Animal Crossing: Sweet Day – Animal Crossing: Ein süßer Tag
Diese Attraktion basiert auf Animal Crossing und wurde während der E³ vorgestellt. Insgesamt können fünf Spieler hier mitspielen, wovon vier Spieler auf dem geviertelten Fernsehbildschirm Süßigkeiten einsammeln müssen. Die Aufgabe des fünften Spielers ist, mit dem GamePad simultan zwei Wachhunde zu kontrollieren, die die Sammler erfassen sollen.

#### Einzelspieler-Attraktionen
Yoshi's Fruit Cart – Yoshis Früchtewagen
Der Name dieser Attraktion, aufgebaut um das Yoshi-Franchise, wurde im September 2012 bestätigt, Bildmaterial ist noch nicht veröffentlicht worden. Es geht darum, Yoshi durch einen Parcours zu leiten und dabei Früchte einzusammeln, die aber nur auf dem Fernsehbildschirm eingeblendet werden, nicht auf dem GamePad.
Octopus Dance – Tanz des Kraken
Octopus Dance wurde noch nicht offiziell enthüllt. Die Attraktion basiert auf dem Game-&-Watch-Spiel Octopus von 1981. Es handelt sich um ein Musikspiel, bei dem Bewegungen eines Charakters auf dem Fernsehbildschirm auf dem GamePad nachgemacht werden müssen, wozu der Spieler die Analog-Sticks sowie den Gyrosensor nutzt.
Donkey Kong's Crash Course – Donkey Kongs Crashkurs
Dieses Spiel wurde vom Arcade-Automaten Donkey Kong von 1981 inspiriert. Die auf der E³ 2012 enthüllte Attraktion enthält einen Einzelspieler-Modus, in dem der Spieler durch Neigen des GamePads einen Karren erfolgreich durch einen zweidimensional gestalteten Kurs zu führen hat.
Takamaru's Ninja Castle – Takamarus Ninja-Festung
Diese Attraktion basiert auf dem kaum bekannten Japan-exklusiven Action-Adventure Nazo no Murasamejō von 1986. Da das Originalspiel auch in Japan keinen Nachfolger erhielt, stellt Takamaru's Ninja Castle die Wiederbelebung dieses Franchises dar. Enthüllt auf der E³ 2012, geht es darum, mit dem GamePad Ninja-Wurfsterne auf eine Horde von Gegnern zu schleudern.
Captain Falcon's Twister Race – Captain Falcons rasantes Rennen
Auf der E³ 2012 wurde ein kurzer, früher Ausschnitt dieses F-Zero-Spiels gezeigt, im September wurde die Attraktion vollständig angekündigt. Es handelt sich um eine Einzelspielerattraktion, der Spieler erhält die Kontrolle über ein F-Zero-Vehikel und muss es durch die Strecken navigieren. Ein zweiter Spieler soll mit dem GamePad Unterstützung leisten können, wozu noch nicht genaueres bekannt ist.
Balloon Trip Breeze – Ballonausflug bei steifer Brise
Ebenfalls im September 2012 durch Game Informer enthüllt, handelt es sich um ein Spiel des Balloon Fight-Franchises. In einer 2D-Ansicht wird ein mit Ballons fliegendes Männchen seitlich durch eine Vielzahl von Gefahren navigiert, denen es auszuweichen gilt. Gesteuert wird dabei, indem auf dem GamePad Windströme eingezeichnet werden.

## Entwicklung und Ankündigung

### Entwicklung
Nintendo Land wurde von der Nintendo Entertainment Analysis & Development Gruppe 3 entwickelt, Produzent war Katsuya Eguchi. Ihm zufolge soll das Spiel größtenteils eine stabile Bildrate von 60 frames per second (FPS) haben. Die Entwicklung wurde von zwei Regisseuren geleitet: Takayuki Shimamura sowie Yoshikazu Yamashita. Sounddirektor war Hajime Wakai, während Ryō Nagamatsu im Abspann als Komponist des insgesamt 200 Stücke umfassenden Soundtracks gelistet ist.

### Ankündigungen
Auf der E3-Messe am 7. Juni 2011 enthüllte Nintendo die Wii U und stellte drei Demospiele vor: Battle Mii, Chase Mii und Shiel Pose, die von Eguchis Team stammten. Diese Demos wurden weiterentwickelt, sodass sie als Minispiele in Nintendo Land eingebaut wurden. Aus Battle Mii wurde die Attraktion Metroid Blast, das Konzept von Chase Mii wird verwendet in Animal Crossing: Sweet Day.

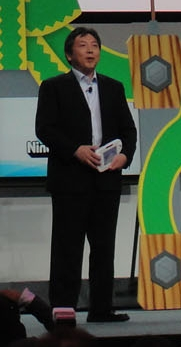
Katsuya Eguchi stellt Nintendo Land auf der E3 2012 vor.

Erst ein Jahr später, am 5. Juni 2012, kündigte Nintendo Nintendo Land an. Bei der Ankündigung wurden drei Attraktionen enthüllt. In der nächsten Zeit wurden nach und nach Informationen über die weiteren Minispiele bekannt gegeben.

## Rezeption
Das Magazin GBase.ch hat Nintendo Land eine Wertung von 8.0 von insgesamt 10 möglichen Punkten verliehen. Im Testbericht wurden vor allem die gelungenen Minispiele sowie die sinnvolle Nutzung des Controllers gelobt. Im Gegenzug wurde beispielsweise das Fehlen eines Online-Modus bemängelt.

### Verkaufszahlen
Bis Dezember 2014 konnte Nintendo Land 4,44 Millionen Einheiten absetzen. Mit weltweit insgesamt 5,21 Millionen verkauften Einheiten ist Nintendo Land das fünftmeistverkaufte Spiel für die Wii U.